# Aristida pennei
Aristida pennei är en gräsart som beskrevs av Emilio Chiovenda. Aristida pennei ingår i släktet Aristida och familjen gräs.
Artens utbredningsområde är Etiopien. Inga underarter finns listade i Catalogue of Life.